# 齐罗
齐罗是德国梅克伦堡-前波美拉尼亚州的一个市镇。总面积10.10平方公里，总人口763人，其中男性389人，女性374人（2011年12月31日），人口密度76人/平方公里。